# Enuma Anu Enlil

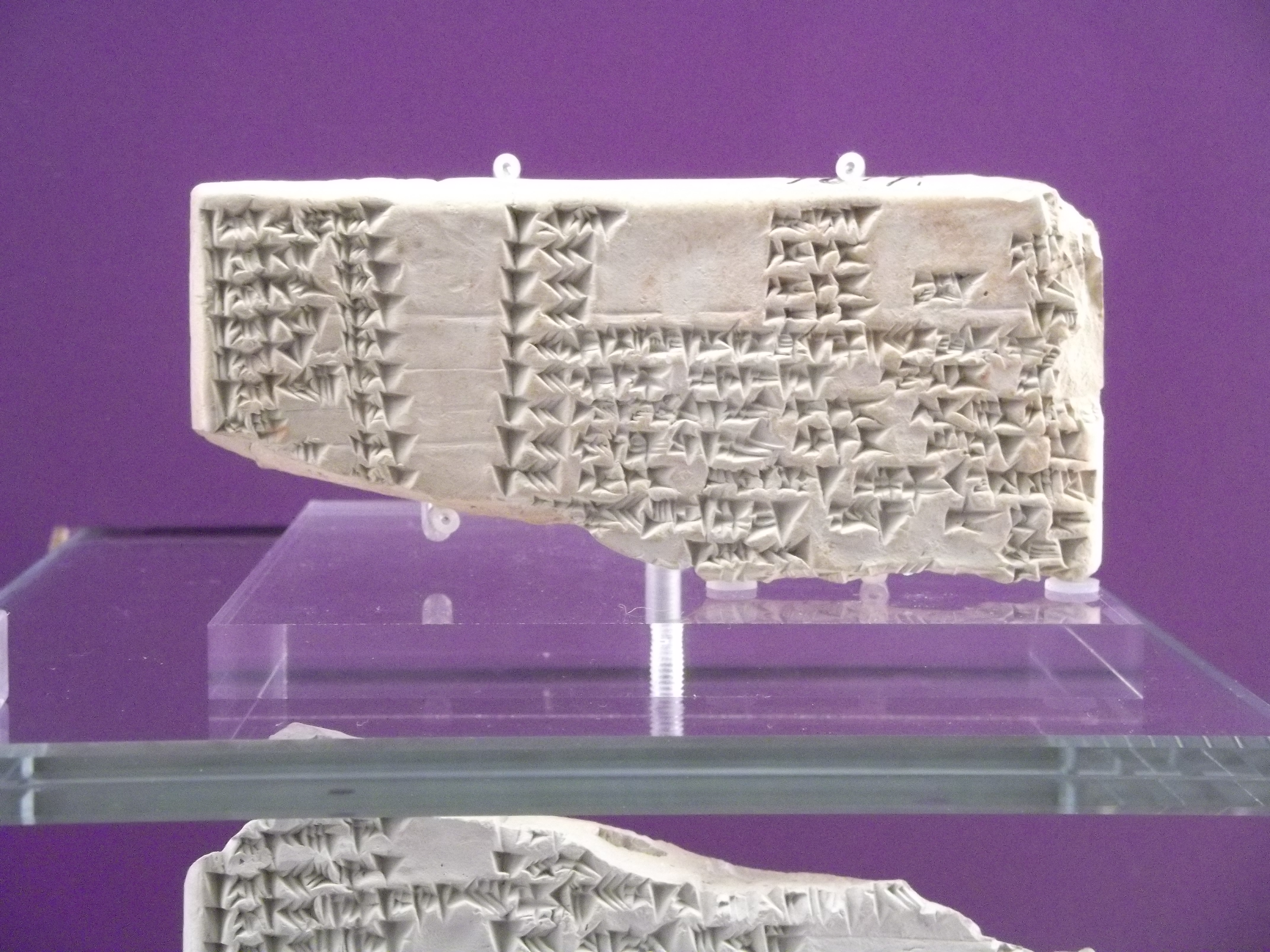
Tablilla cuneiforme de arcilla que describe un eclipse lunar de 194 a. C. encontrado en Uruk.

Enuma Anu Enlil (𒌓𒀭𒈾𒀭𒂗𒆤𒇲 U4 AN.na dEN.LÍL.lá, lit. Cuando [los dioses] Anu y Enlil [...]), abreviado EAE, es una serie importante de 68 o 70 tablillas (dependiendo de la recensión) que tratan con la astrología babilónica. La mayor parte del trabajo es una colección sustancial de augurios, estimados entre 6500 y 7000, que interpretan una gran variedad de fenómenos celestiales y atmosféricos en términos relevantes para el rey y el Estado.: 78 

## Descripción
Enuma Anu Enlil es la principal fuente de presagios utilizados en los informes astrológicos regulares que eran regularmente enviados al rey neoasirio por su séquito de eruditos. Existen más de 500 informes de este tipo publicados en el volumen 8 de los Archivos Estatales de Asiria. La mayoría de estos informes simplemente enumeran los augurios relevantes que mejor describen los eventos celestiales recientes y muchos agregan comentarios explicativos breves sobre la interpretación de los augurios en beneficio del rey.
Un informe típico sobre la primera aparición de la luna en el primer día del mes se ejemplifica en el Informe 10 del volumen 8 de los Archivos Estatales:

Si la luna se vuelve visible el primer día: habla confiable; la tierra estará feliz. 
 Si el día alcanza su duración normal: un reinado de días largos. 
 Si la luna en su apariencia usa una corona: el rey alcanzará el rango más alto 
 De Issar-šumu-ereš.: 10 

La serie probablemente se compiló en su forma canónica durante el período de los casitas (1595-1157 a. C.) pero había ciertamente alguna forma corriente del prototipo de Enuma Anu Enlil ya hacia el viejo período babilónico (1950-1595 a. C.). Continuó en uso hasta el primer milenio: la última copia datable se escribió en 194 a. C. Se cree que las primeras 49 tablillas se transmitieron a la India en el siglo IV o III a. C., y que las últimas tablillas que trataban sobre las estrellas también llegaron a la India justo antes del comienzo de la era común.

## Publicación de las series
En la actualidad, menos de la mitad de la serie se ha publicado en ediciones modernas en inglés. Las tablillas del eclipse lunar (tablillas 15 a la 22) fueron transcritas y traducidas en Aspects of Babylonian Celestial Divination, por F. Rochberg-Halton, en 1989. Los augurios solares (tablillas 23 a la 29) fueron publicados como The Solar Omens of Enuma Anu Enlil, editados por W. Van Soldt, en 1995. Y varias tablillas sobre presagios planetarios fueron publicadas por E. Reiner y H. Hunger bajo el título Babylon Planetary Omens, en cuatro volúmenes. La primera parte de los presagios lunares (tablillas 1 a la 6) ha sido publicada en italiano por L. Verderame, como Le tavole I-VI de la serie astrologica Enuma Anu Enlil, en 2002. Las tablillas 44 a la 49 fueron publicadas por E. Gehlken como Weather Omens of Enūma Anu Enlil: Thunderstorms, Wind, and Rain (Tablets 44-49), en 2012.